# O Monstro (quadrinhos)

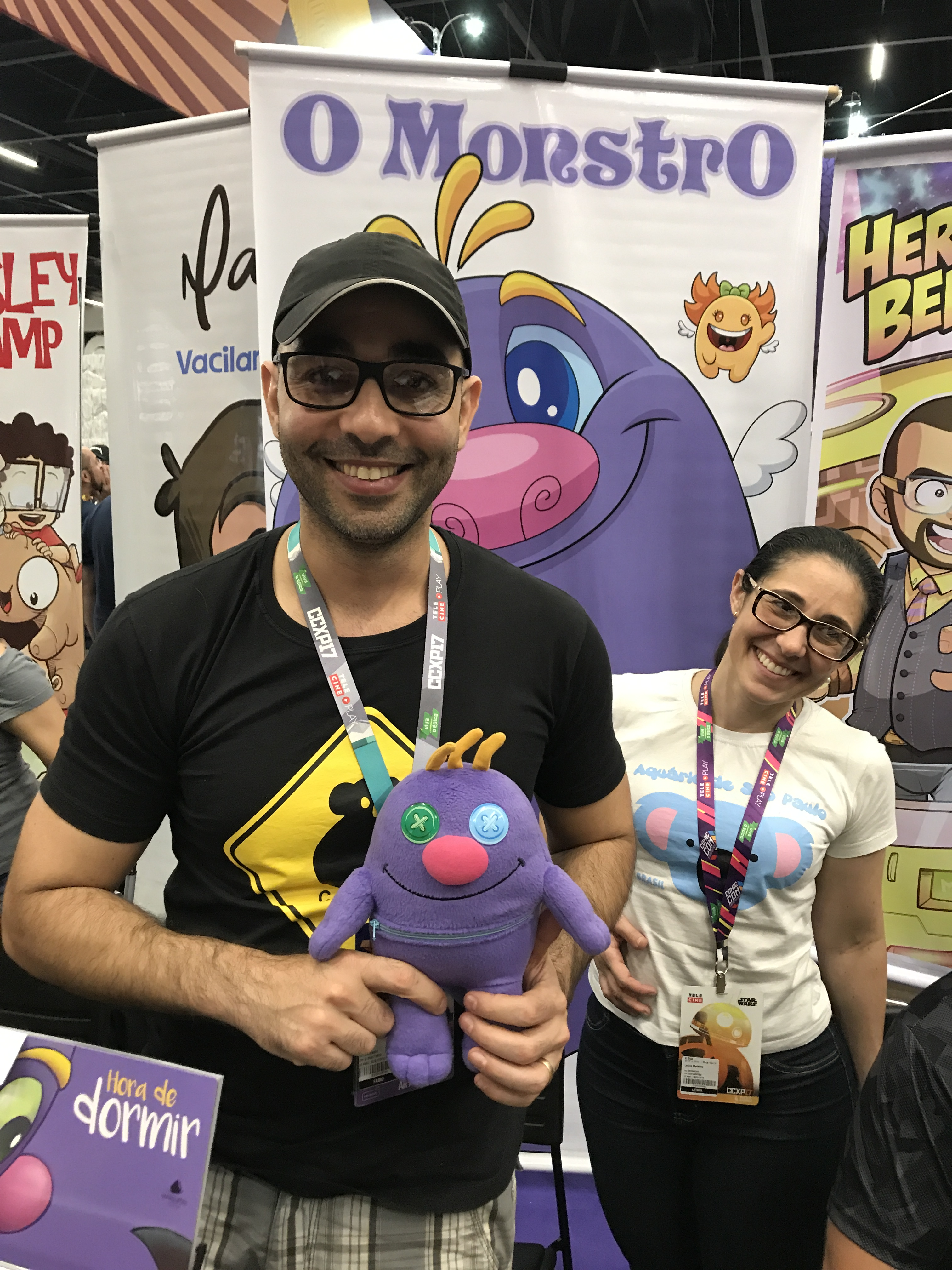
Fabio Coala e sua criação durante a Comic Con Experience, dezembro de 2017

O Monstro é uma webcomic de Fabio Coala criada em 2011 e publicada no site Mentirinhas. O personagem-título é um monstro de pelúcia que pertence a uma criança diferente a cada história, tornando-se um monstro "de verdade" para ajudar a criança a passar por alguma dificuldade na vida. Fabio Coala criou o personagem na época em que trabalhava como bombeiro, inspirado em um resgate no qual conseguiram encontrar uma criança que sofreu um acidente após um bombeiro ter visto um boneco de pelúcia na beira da estrada.
O personagem já teve quatro livros lançados, sendo três graphic novels e um livro infantojuvenil. O primeiro, intitulado "O Monstro", foi lançado de forma independente em 2013 após uma campanha de financiamento coletivo na plataforma Catarse. Em 2014, o livro ganhou o Troféu HQ Mix na categoria "melhor publicação independente edição única". No mesmo ano, foi relançado pelo selo Jupati Books da Marsupial Editora com o título "O Monstro: lembranças".

## Livros publicados
- 2013 - O Monstro (independente)
- 2014 - O Monstro: lembranças (Jupati Books - republicação do livro O Monstro)
- 2015 - O Monstro: filhos de Quíron (Jupati Books)[7]
- 2016 - O Monstro: hora de dormir (Marsupial Editora - livro infantojuvenil)[8]
- 2017 - O Monstro: a casa do fim da rua (independente)[9]